# Lotus longesiliquosus
Lotus longesiliquosus är en ärtväxtart som beskrevs av R.Roem. Lotus longesiliquosus ingår i släktet käringtänder, och familjen ärtväxter. Inga underarter finns listade i Catalogue of Life.